# هيلموت رود
هيلموت رود (بالألمانية: Helmut Rohde)‏ (و. 1925 – 2016 م) هو سياسي، وصحفي من ألمانيا. ولد في هانوفر. كان عضو البرلمان الأوروبي، وعضو البرلمان الألماني، والسكرتير البرلماني في ألمانيا.
وهو عضو في الحزب الديمقراطي الاجتماعي الألماني.

## التعليم
تعلم في جامعة غوتنغن

## جوائز
حصل على جوائز منها:
- Grand Cross of the Order of Merit of the Federal Republic of Germany
- Lower Saxony honorary medal.

## روابط خارجية
- هيلموت رود على موقع مونزينجر (الألمانية)
- هيلموت رود على موقع ميوزك برينز (الإنجليزية)
- هيلموت رود على موقع ديسكوغز (الإنجليزية)